# Walker Evans

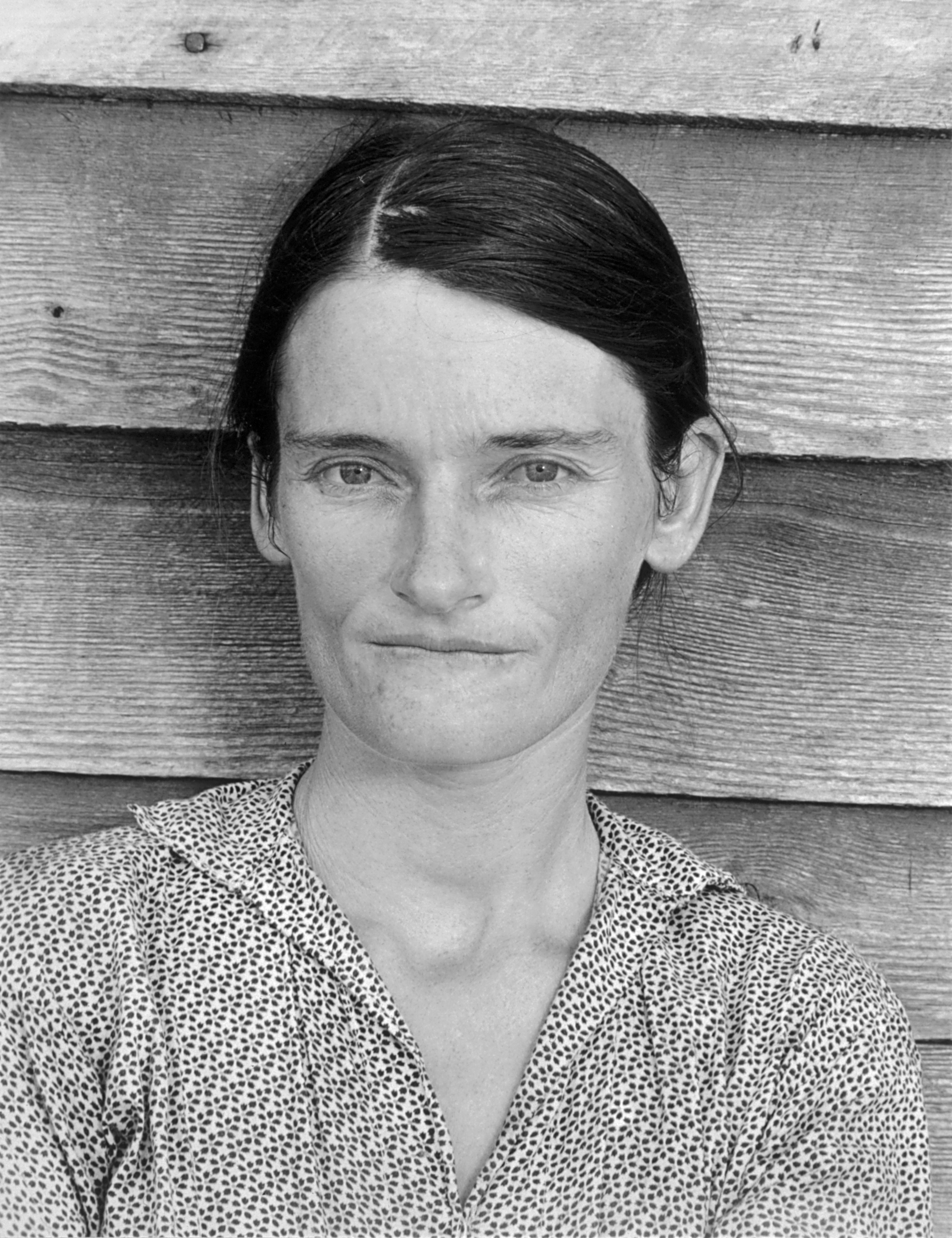
Evansova slavná fotografie Allie Mae Burroughsové, symbolu velké hospodářské krize

Walker Evans (3. listopadu, 1903 – 10. dubna, 1975) byl americký fotograf známý svou prací pro společnost Farm Security Administration, a který dokumentoval dopady velké hospodářské krize v roce 1929.

## Životopis
Narodil se v St. Louis ve státě Missouri do zámožné rodiny. Vystudoval Phillips Academii v Andoveru. Vystudoval francouzskou literaturu. Po roce stráveném v Paříži se vrátil do New Yorku, aby se připojil k tamním umělcům a literátům jako byli například jeho kamarádi John Cheever, Hart Crane a Lincoln Kirstein.
Evans v roce 1933 fotografoval na Kubě pro vydavatele Carletona Bealse materiál pro knihu The Crime of Cuba, revolty proti diktátorovi Gerardo Machadovi. Na Kubě se také seznámil s Ernestem Hemingwayem.
Roku 1935 Evans pracoval pro organizaci Resettlement Administration (RA) v Západní Virginii a Pensylvánii. Od října pokračoval na práci pro RA a později přešel k Farm Security Administration (FSA), převážně působící v Jižních státech.
Evans zemřel v New Havenu v Connecticutu v roce 1975.

## Zastoupení ve sbírkách
- Art Institute of Chicago, Chicago, Illinois, USA.[1]

## Galerie

Floyd Burroughs
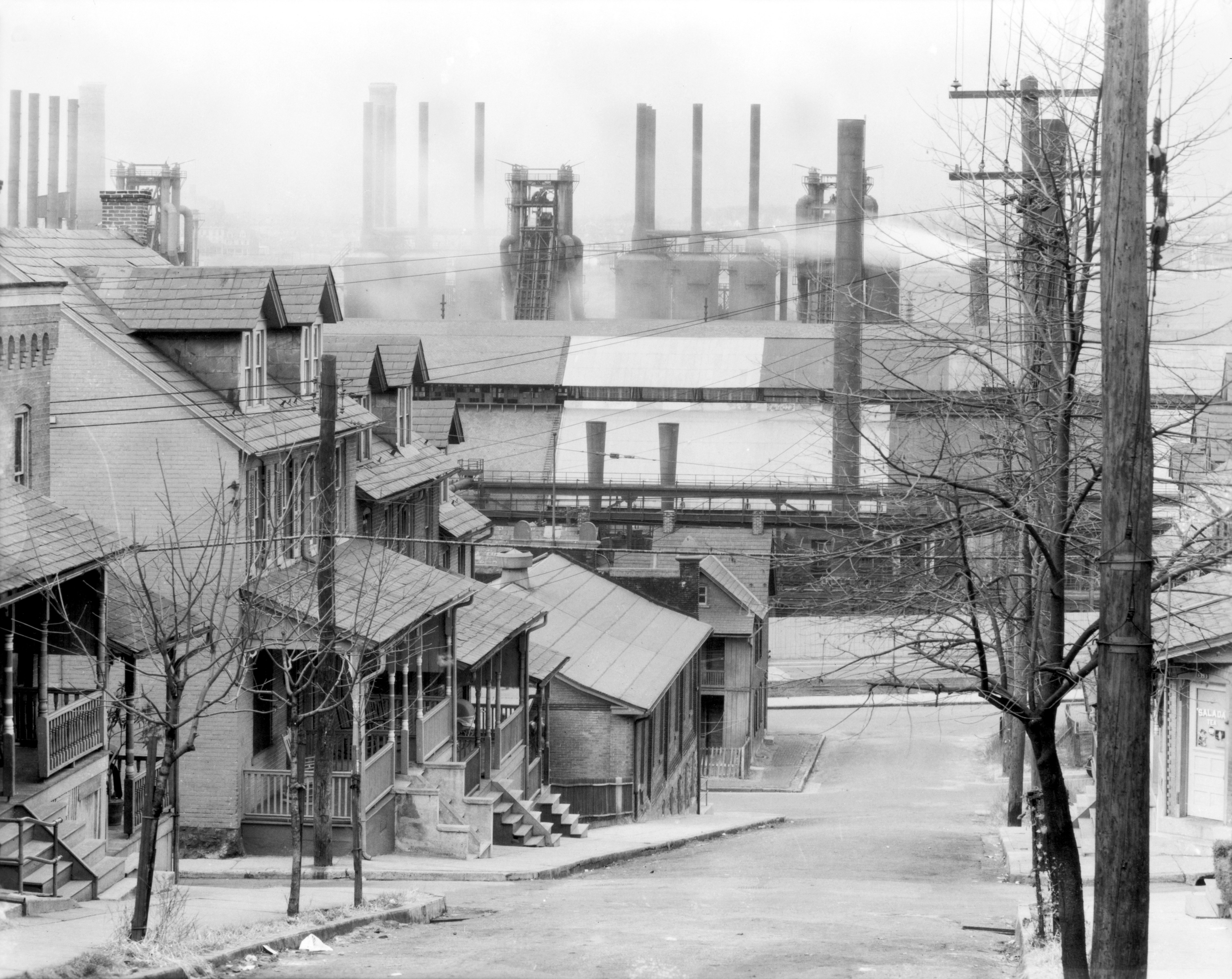
Bethlehem Pa 1935
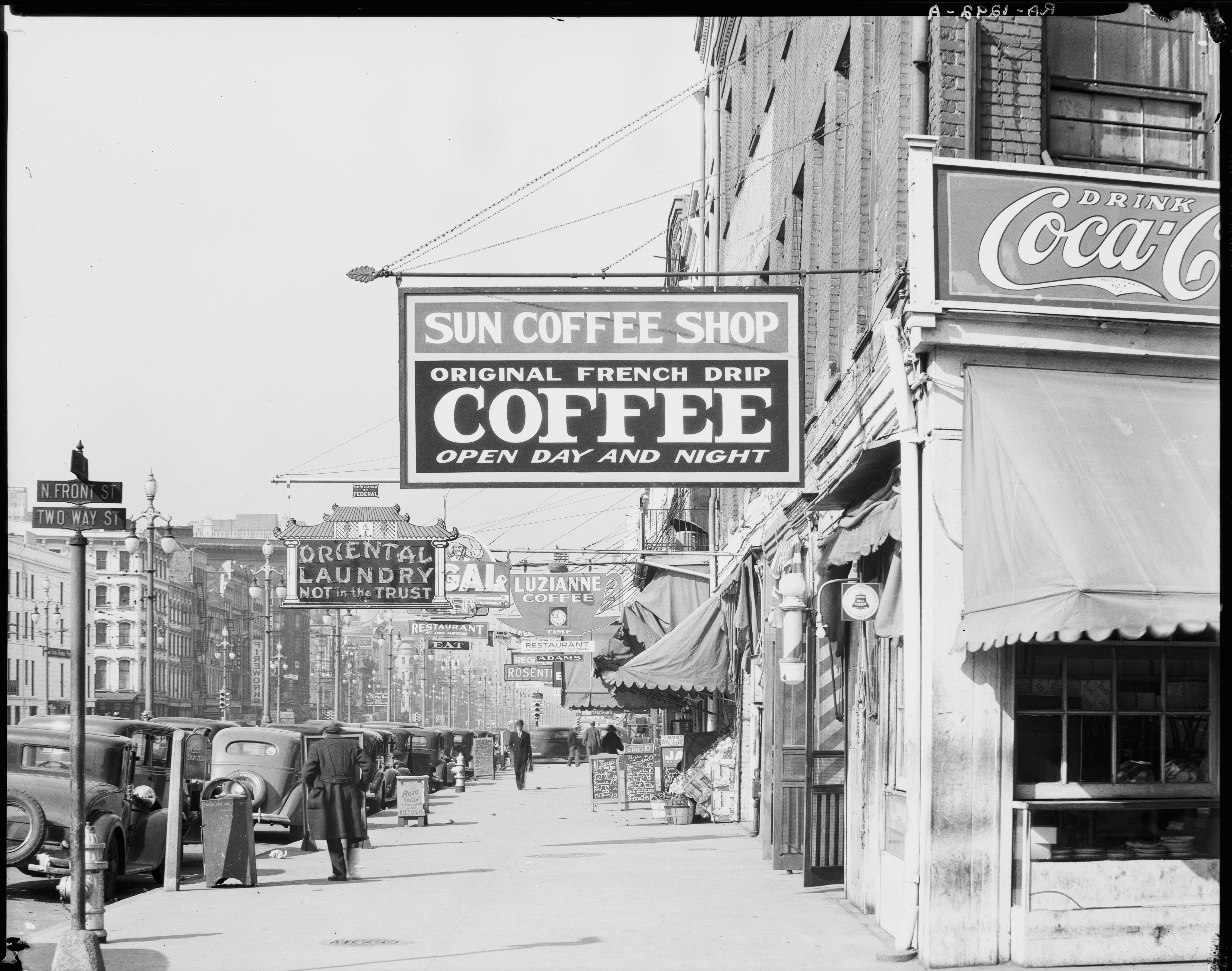
Sun Coffee Canal St, 1935
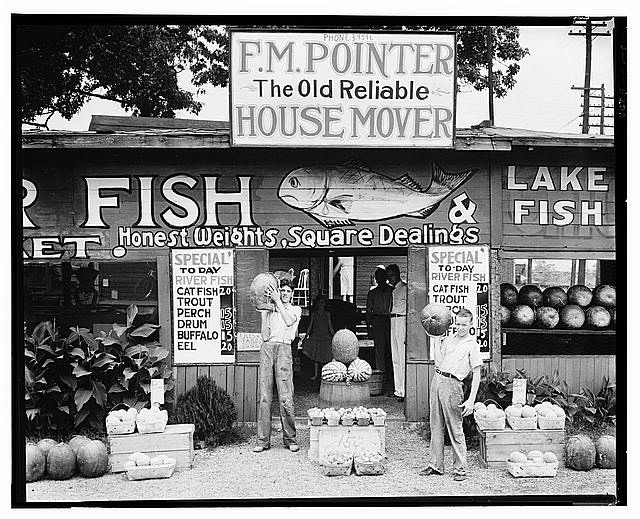
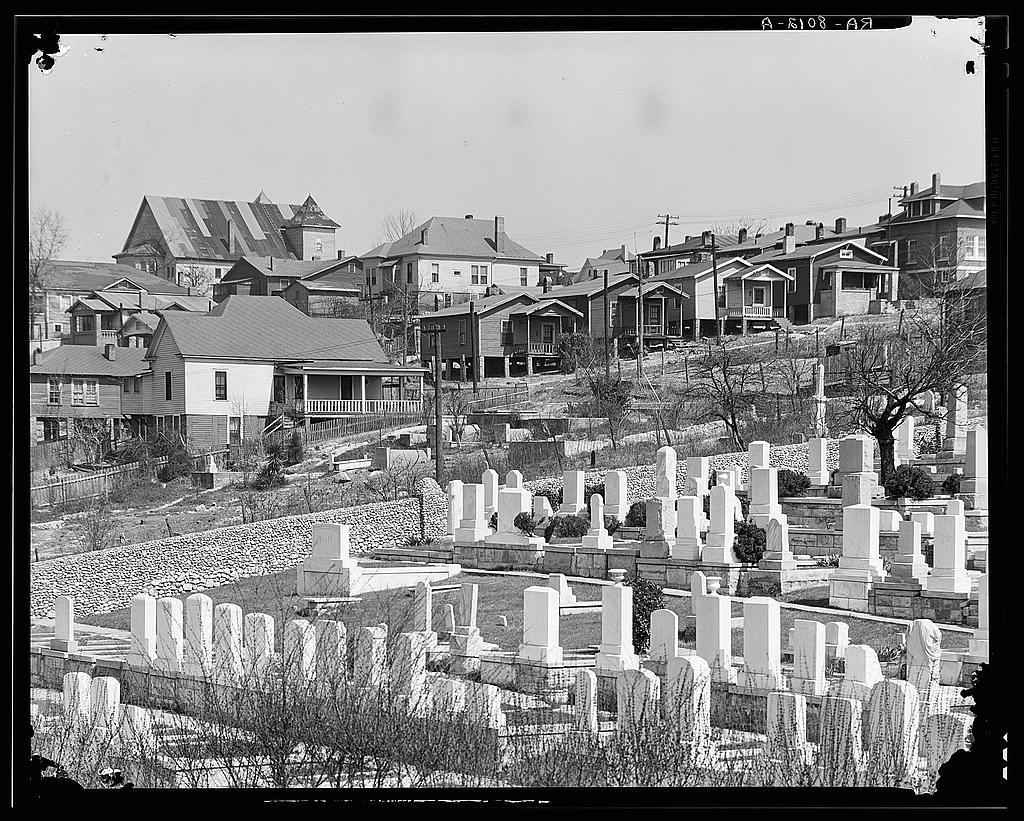
Middle class houses in Birmingham
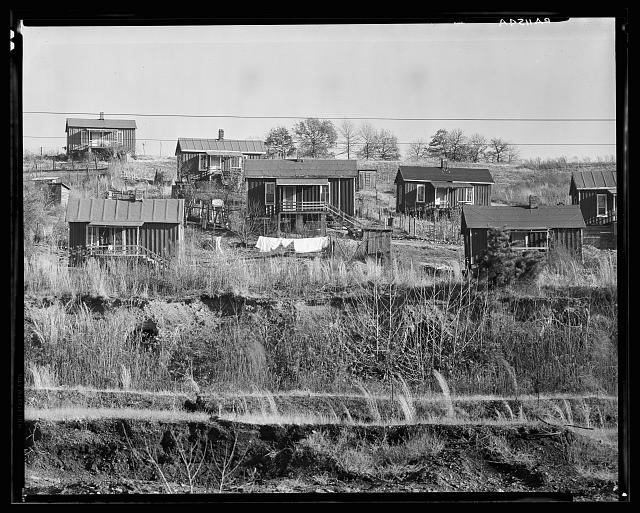
Alabama miners' houses near Birmingham
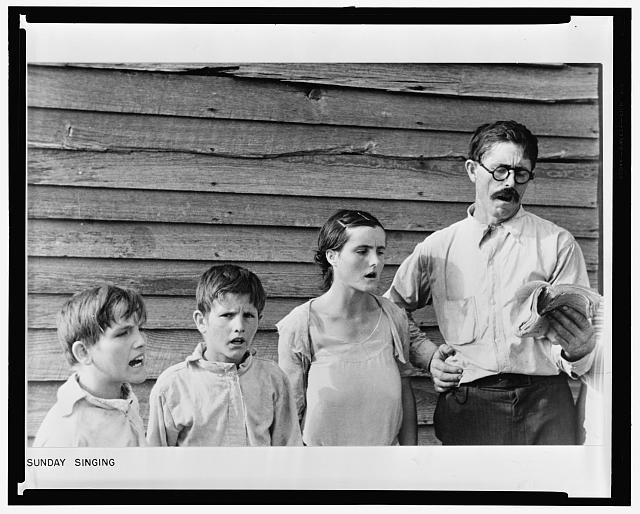
Frank Tengle
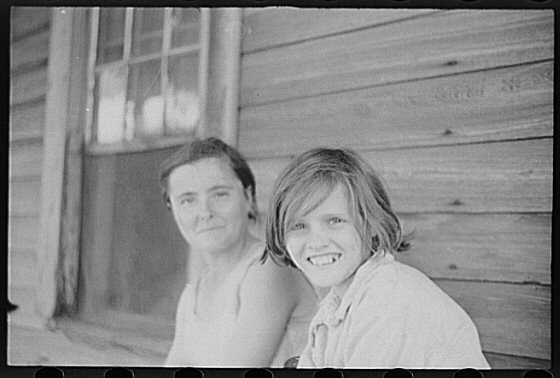
Elizabeth a Ida Ruth Tengle, Hale County, Alabama